# Der Sohn des Bärenjägers

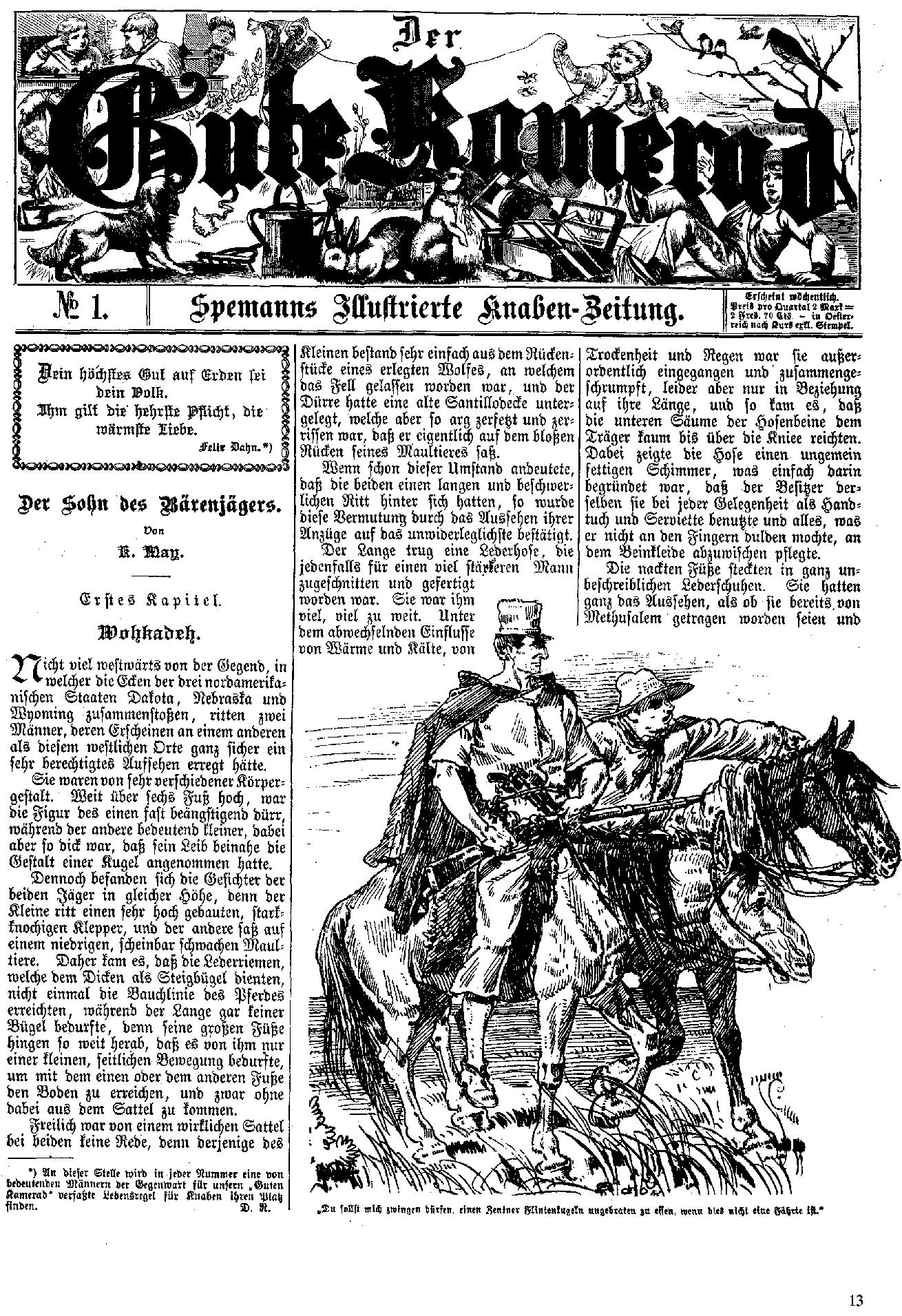
Erste Seite der Erstausgabe aus dem Jahr 1887, rechts unten: Davy und Jemmy

Der Sohn des Bärenjägers ist die erste speziell für das jugendliche Lesepublikum geschriebene Erzählung des deutschen Schriftstellers Karl May. Sie bildet den ersten Teil des Jugendromans Unter Geiern.

## Handlung
Den beiden Westmännern Jemmy und Davy gelingt es, einen jungen Mandan namens Wokadeh von Pferdedieben zu befreien. Dieser befindet sich auf dem Weg zu Martin Baumann, um ihm mitzuteilen, dass sein Vater, der „Bärenjäger“, von den Sioux-Ogellallah gefangen genommen wurde. Er soll am Grab eines Häuptlings im Yellowstone-Nationalpark zu Tode gemartert werden. Martin Baumann beschließt, ihn zu retten. Davy und Jemmy schließen sich ihm ohne Zögern an; ebenso der im Haushalt lebende Hobble-Frank und der schwarze Diener Bob.
Unterwegs schließen sich ihnen noch Old Shatterhand und Winnetou an, die einige Mitglieder der Gruppe aus den Händen der Schoschonen befreien. Nachdem man sich mit den Indianern ausgesöhnt hat, begleiten diese die Truppe. Kurz darauf findet man Verstärkung bei einigen Upsarokas, denen von den Sioux-Ogellallah die Medizinbeutel gestohlen worden sind. Um ihre Ehre wiederherzustellen, schließen auch sie sich der Gesellschaft an.
Im Yellowstone-Nationalpark kommt es zum großen Finale. Die Gefangenen können gerettet werden, und der Häuptling der Sioux-Ogellallah, Hong-peh-te-keh (der Schwere Mokassin), kommt als Strafe für seine Taten bei einem Fluchtversuch ums Leben. Die übriggebliebenen Feinde ergeben sich und man söhnt sich mit ihnen aus.

## Editionsgeschichte
Der Sohn des Bärenjägers erschien vom 8. Januar bis in die dritte Septemberwoche des Jahres 1887 in 39 Lieferungen im 1. Jahrgang der Knabenzeitschrift Der Gute Kamerad. Die Erzählung war von Anfang an so erfolgreich, dass der Verleger Wilhelm Spemann noch vor Abschluss des Textes den Wunsch nach einer Buchausgabe äußerte. Erst 1889 konnte man sich darüber einigen. Am 1. Januar 1890 erfolgte die Gründung eines Buchverlages mit Namen Verlag der Union Deutsche Verlagsgesellschaft und den Verlagsorten Stuttgart, Berlin und Leipzig. Als erster May-Band sollte noch im gleichen Jahr Der Sohn des Bärenjägers erscheinen. Der Umfang wurde auf 29 Bogen festgelegt. Da der Bärenjäger nur einen Umfang von etwa 19 Bogen füllte, fragte Spemann bei May an, ob er die Erzählung nicht mit der Erzählung Der Geist des Llano Estacado zusammenlegen und durch einige Verbindungselemente zu einer einzigen zusammenhängenden Erzählung umändern könne. Des Weiteren wurde der Autor darum gebeten, zwecks besserer Lesbarkeit die Anzahl der Kapitel zu erhöhen.
Karl May ignorierte die Bitte, die beiden Erzählungen direkt zusammenzulegen. Inwieweit er für Streichungen und die Erhöhung der Kapitelanzahl verantwortlich ist, ist in der Karl-May-Forschung umstritten. Ein Brief vom 15. Juli 1890 könnte ein Beleg dafür sein, dass zumindest die markantesten Textstreichungen auf Karl May selbst zurückgehen. Zu den gestrichenen Stellen gehörten zwei Bärenerzählungen (Die Jagderlebnisse des dicken Jemmy mit einem Bären und die Humorgeschichte um einen Jagdhund, der ein Bärenbild erschnüffelt, mit der Jemmy den Hobble-Frank auf den Arm nehmen will) und ein längerer Dialog zwischen Winnetou und dem Schoschonenhäuptling Tokvi-tey, in der unter anderem erwähnt wird, wie Winnetou und Old Shatterhand einander kennengelernt haben. Da Karl May diese Episode in seiner Erzählung Der Scout mittlerweile selbst anders geschildert hatte, wurde sie vermutlich deshalb gestrichen. Der Umfang dieser Streichungen machte ungefähr dreißig Buchseiten aus. Die Anzahl der Kapitel wurde von vier auf zwölf erhöht. Ende 1890 erschien der Bärenjäger, zusammen mit dem Geist, als Der Sohn des Bärenjägers unter dem Obertitel Die Helden des Westens als erster Band der sogenannten „roten Union-Bände“.
1913 gelang es dem Karl-May-Verlag, mit Hilfe von Mays Witwe und Nachlassverwalterin Klara die Rechte an der Erzählung zu erwerben. Zusammen mit dem Geist sollte sie als Band 35 in den grünen Bänden der „Gesammelten Werke“ erscheinen. Da der Umfang des Werkes etwa 830 Seiten im Satzspiegel der „Gesammelten Werke“ ausgemacht hätte, mussten weitere Kürzungen vorgenommen werden, um auf den Normumfang von maximal 640 Seiten zu kommen. Dabei wurden vor allem Dialoge und Landschaftsbeschreibungen drastisch zusammengestrichen. Darunter litt besonders die Figur des Hobble-Frank, der dadurch teilweise an Profil verlor. Der nicht von May stammende Obertitel wurde in „Unter Geiern“ geändert. Bis zum Ablauf der Schutzfrist blieb dies über Jahrzehnte hinweg die einzige lieferbare Ausgabe der Erzählung, die heute auch wieder in ihrer ursprünglichen Form zugänglich ist.

## Eine Erzählung für die Jugend
Im Gegensatz zu seinen Reiseerzählungen schrieb May seine Jugenderzählungen bewusst in der dritten Person, was in der Gewichtung der Geschichte deutlich wird. Sind in den Reiseerzählungen das Über-Ich Old Shatterhand/Kara Ben Nemsi und Winnetou bzw. Hadschi Halef Omar die Haupthandlungsträger, ist es im Bärenjäger Martin Baumann, dessen Alter mit dem der angesprochenen Leserschaft identisch ist.
Des Weiteren tragen die Jugenderzählungen einen eindeutig belehrenden Charakter, der sich besonders in den Spracheskapaden des Hobble-Frank verbirgt, der mit seinen ständigen Verwechslungen dafür sorgt, dass bestimmte, vom Autor als Allgemeinwissen angesehene Aspekte beim Leser haften bleiben und somit seiner Bildung zugutekommen. Die erzählerische Vermittlung von Schulwissen ist geschickt in die Handlung eingebaut und ergänzt auf unterhaltsame Art den Unterricht, in dem die Informationen über fremde Völker, Geographie, Botanik und sonstige Naturwissenschaften auf spannende und unterhaltsame Art und Weise weitergegeben werden. Darüber hinaus sollen die Jugenderzählungen auch noch Werte wie Anständigkeit und Menschlichkeit propagieren, wozu auch Toleranz gegenüber Menschen mit nichtweißer Hautfarbe (im Bärenjäger unter anderem Wokadeh und der dunkelhäutige Diener Bob) gehört.